# A. Roland Holst-Penning

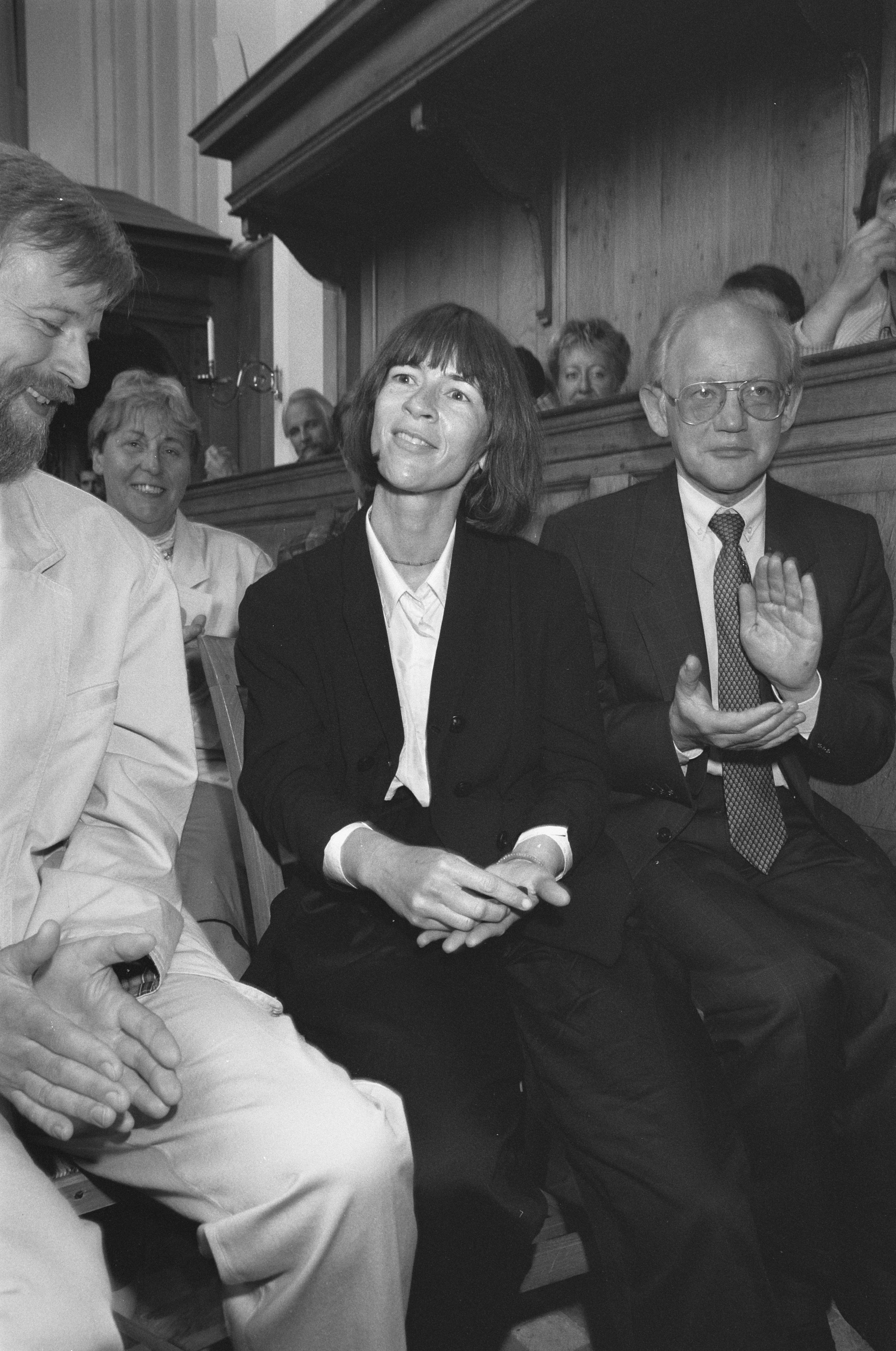
Roland Holst herdenking in Bergen; dichteres Eva Gerlach met A. Roland Holst Penning, 1988

De A. Roland Holst-Penning (ook wel A. Roland Holstprijs genoemd) is een Nederlandse, driejaarlijkse (literatuur)prijs voor een dichter met een penning en een stipendium. De prijs is vernoemd naar de Nederlandse dichter Adriaan Roland Holst en wordt toegekend door de Stichting A. Roland Holstfonds.
De oeuvreprijs werd in 1986 ingesteld voor dichters die weinig of geen andere prijzen hadden ontvangen maar wel een constante kwaliteit hadden laten zien. In 2000 werd er ook een Kunstprijs, in dezelfde geest, voor beeldend kunstenaars ingesteld. Met ingang van 2021 wordt alleen nog de Poëzieprijs uitgereikt. Bij deze editie werd tevens het stipendium verhoogd van 5.000 naar 10.000 euro.
Voor de Poëzieprijs benoemt het bestuur een onafhankelijk adviserende jury, die wisselt van samenstelling. De prijswinnaar ontvangt naast het stipendium een bronzen penning, sinds 2003 ontworpen door de Bergense kunstenaar Geer Roobeek. De prijsuitreiking vindt traditioneel plaats op een zaterdag zo dicht mogelijk bij 23 mei, de geboortedag van de dichter, in de Ruïnekerk te Bergen.
De uitreiking in 1988, tevens de herdenking van de honderdjarige geboortedag van Adriaan Roland Holst, werd bijgewoond door koningin Beatrix. Voorafgaand aan de prijsuitreiking overhandigde Kees Fens haar de bundel Alleen met de Zee, een selectie uit de gedichten van Roland Holst, gekozen en ingeleid door Fens. Dichteres Eva Gerlach kreeg de penning uitgereikt door de minister van Cultuur Elco Brinkman.
Sinds 1994 wordt tijdens de prijsuitreiking de A. Roland Holstlezing gehouden.

## Winnende dichters
- 1986 - Anton Korteweg (jury: Wam de Moor, Wiljan van den Akker, Hanny Michaelis, Ad Zuiderent)
- 1988 - Eva Gerlach (jury: Wam de Moor, voorzitter)
- 1991 - Ed Leeflang (jury: Wam de Moor, voorzitter, Gerrit Kouwenaar, Ad Zuiderent)
- 1994 - Fritzi ten Harmsen van der Beek (jury: J. Bernlef, voorzitter, Ed Leeflang, Neeltje Maria Min)
- 1997 - C.O. Jellema (jury: Anthony Mertens, Hans Tentije, Jan van der Vegt, voorzitter)
- 2000 - Willem van Toorn (jury: Remco Ekkers, voorzitter, Rutger Kopland, Martin Reints)
- 2003 - H.C. ten Berge (jury: Ed Leeflang, voorzitter, Cyrille Offermans, Marjoleine de Vos)[6]
- 2006 - Esther Jansma
- 2009 - Hester Knibbe
- 2012 - Jacob Groot (jury: Wiel Kusters, voorzitter, Odile Heynders, Huub Beurskens)
- 2015 - Menno Wigman (jury: Maarten Doorman, voorzitter, Dieuwertje Mertens, Rob Schouten)
- 2018 - Mustafa Stitou (jury: Peter Swanborn, voorzitter, Menno Wigman, Janita Monna)
- 2021 - Saskia de Jong (jury: Obe Alkema, voorzitter, Asha Karami, Bernke Klein Zandvoort)
- 2024 - Sasja Janssen (jury: Geertjan de Vugt, voorzitter, Ton Naaijkens, Iduna Paalman)

## Winnende beeldend kunstenaars
- 2000 - Sigurdur Gudmundsson
- 2003 - Sjoerd Buisman
- 2006 - Dwight Harold Marica
- 2009 - Paul Kooiker
- 2012 - Peter Bes
- 2015 - Guus Janssen
- 2018 - Judith Nab

## A. Roland Holstlezing
- 1994 - H.C. ten Berge
- 1997 - Willem van Toorn
- 2000 - Arie van den Berg
- 2003 - Sjoerd Kuyper
- 2006 - Anton Korteweg
- 2009 - Menno Wigman
- 2012 - Hester Knibbe
- 2015 - Ester Naomi Perquin
- 2018 - K. Michel
- 2021 - Thomas Möhlmann
- 2024 - Liesbeth Lagemaat

## Ontwerper Penning
- 1986-1994 - Gerard van der Leeden
- 1997-2000 - Elly Baltus
- 2003-2021 - Geer Roobeek
- 2024 - Gígja Reynisdóttir

## Trivia
- In 1994 heeft F. ten Harmsen van der Beek de A. Roland Holst Penning niet in ontvangst genomen - naar verluidt omdat ze de envelop met het bericht niet heeft opengemaakt.[7]